# 鎌田實 いのちの対話
『鎌田實 いのちの対話』（かまたみのる いのちのたいわ）は、NHKラジオ第1放送で、2003年度から、主として祝日に毎年4回程度放送されていた特別番組である。年数回アンコール放送を行う時もあった。

## 概要
番組のメインパーソナリティーは長野県茅野市にある諏訪中央病院の医師・名誉院長として地域医療の第一線で活躍する鎌田實。患者と医師とのふれあい、いのちの大切さを鎌田とゲスト（毎回2名程度）、進行役NHKアナウンサーの村上信夫、そしてリスナーや会場の観客とともに、意見を交わしながら考えてゆく。
毎回全国各地のNHKの放送局が主催し、公開放送の形式で行われる。これまで長野県塩尻市、佐賀県多久市、青森県三沢市、神戸市、宮崎県新富町、高知市、名古屋市、群馬県伊勢崎市、山形県河北町、栃木県大平町、徳島市、大阪市、仙台市、千葉県流山市、富山市、山口県萩市、京都府長岡京市、福岡県福津市、札幌市、新潟県長岡市、石川県津幡町で開催された。
放送時間は午前9時台から11時台にかけて放送。村上が担当している『きょうも元気でわくわくラジオ』（2008年度から『ラジオビタミン』）を差し替えて放送する形である。
2012年3月をもって9年間のシリーズを終了。公開生放送（32回=うち1回は後述のとおり諸般事情で3回分に分けたため実質35回）は2月で終わり、3月は東京のスタジオで非公開の形で、第1回放送でのゲストだったさだまさしをもう一度スペシャルゲスト迎えて総集編を行った。なお、鎌田、村上のコンビで同4月から文化放送で、局を変えての事実上の続編である『鎌田實×村上信夫 日曜はがんばらない』（毎週日曜日早朝）の放送が開始された。
番組内容をまとめた著書が合計5冊発売されている。

## 10代いのちの対話
2010年8月15日に『10代いのちの対話』として10代の「いのち」について取り上げる。鎌田・村上の他に放送時間は20:05 - 21:55『渋マガZ』を休止して放送する。終戦の日でもあり、「いのち」のほかに「戦争」もキーワードとなっている。

## 特記事項
2007年7月16日には、流山市で公開生放送が行われたが、放送中に新潟県中越沖地震が発生し、NHK全体が特別体制に切り替えられたため、番組が中断された形となった。その後も収録は行われ、生放送された部分も含め、改めて7月29日（日曜日）の9:05〜に撮って出し形式で放送された。
- 番組中断と再放送の告知

2010年7月19日のアンコール放送では北海道など一部地域では高校野球地方大会の中継で全面休止となったところがあるが、高校野球が9:05からの放送の場合でも一部分での放送は行なわず、地方放送局からの話題と音楽に差し替えた（10:05開始の地域では9:55で途中飛び降り）。
2011年4月29日（昭和の日）は長崎県島原市からの公開生放送を予定していたが、祝日としては異例の国会中継「衆議院予算委員会」が組まれたため3回に分けて5月3日〜5日の11時台に録音放送、開催そのものは予定通り行なわれた。なお、同年7月18日（海の日）にも8:33〜11:50にほぼ完全な形での撮って出し形式で放送された（北海道地方では9:05から高校野球地方大会の中継のため放送されず、8:33〜8:55は札幌局から『話題と音楽』に差し替えられた）。

## 番組関連の著作物

### 集英社
- 「いのちの対話」（鎌田實他7名共著 2004年 ISBN 4087813150）
- 「いのちとユーモア 鎌田實と11人の対話」（鎌田實他11名共著 2006年 ISBN 4087753573）

### 岩波書店
- 「医者と患者の絆―いのちの対話」（鎌田實、舘野泉、日野原重明、村上信夫共著 2008年 ISBN 4000094297）
- 「大人と子どもの絆―いのちの対話」（鎌田實、水谷修、大平光代、新沢としひと、村上信夫共著 2008年 ISBN 4000094416）
- 「死に方上手―いのちの対話」（鎌田實、山折哲雄、嵐山光三郎、加藤登紀子、村上信夫共著 2008年 ISBN 4000094327）

## 外部サイト
- 鎌田實の「“健康の森”へいらっしゃい！」
- いのちの対話 - NHK公式サイト
- 鎌田實オフィシャルサイト
  - ラジオ番組への出演予定